# Militära grader i Islamiska revolutionsgardet
Militära grader i Iranska revolutionsgardet visar tjänstegraderna och gradbeteckningarna i  Islamiska revolutionsgardet.

## Officerare
| Officerare              | Officerare             | Officerare              | Officerare             | Officerare                 | Officerare             | Officerare                 | Officerare             | Officerare             | Officerare                 | Officerare                 | Officerare                 |
| General                 | General- löjtnant      | General- major          | Brigad- general        | Överste 1. graden          | Överste                | Överste- löjtnant          | Major                  | Kapten                 | Premiär- löjtnant          | Löjtnant                   | Fänrik                     |
| persiska: ارتشبد پاسدار | persiska: سپهبد پاسدار | persiska: سرلشکر پاسدار | persiska: سرتیپ پاسدار | persiska: سرتیپ دوم پاسدار | persiska: سرهنگ پاسدار | persiska: سرهنگ دوم پاسدار | persiska: سرگرد پاسدار | persiska: سروان پاسدار | persiska: ستوان یکم پاسدار | persiska: ستوان دوم پاسدار | persiska: ستوان سوم پاسدار |
| ----------------------- | ---------------------- | ----------------------- | ---------------------- | -------------------------- | ---------------------- | -------------------------- | ---------------------- | ---------------------- | -------------------------- | -------------------------- | -------------------------- |
|                         |                        |                         |                        |                            |                        |                            |                        |                        |                            |                            |                            |

## Övriga grader
|  |  |  |  |  |  |  |  |  |